# Rohatá přilba

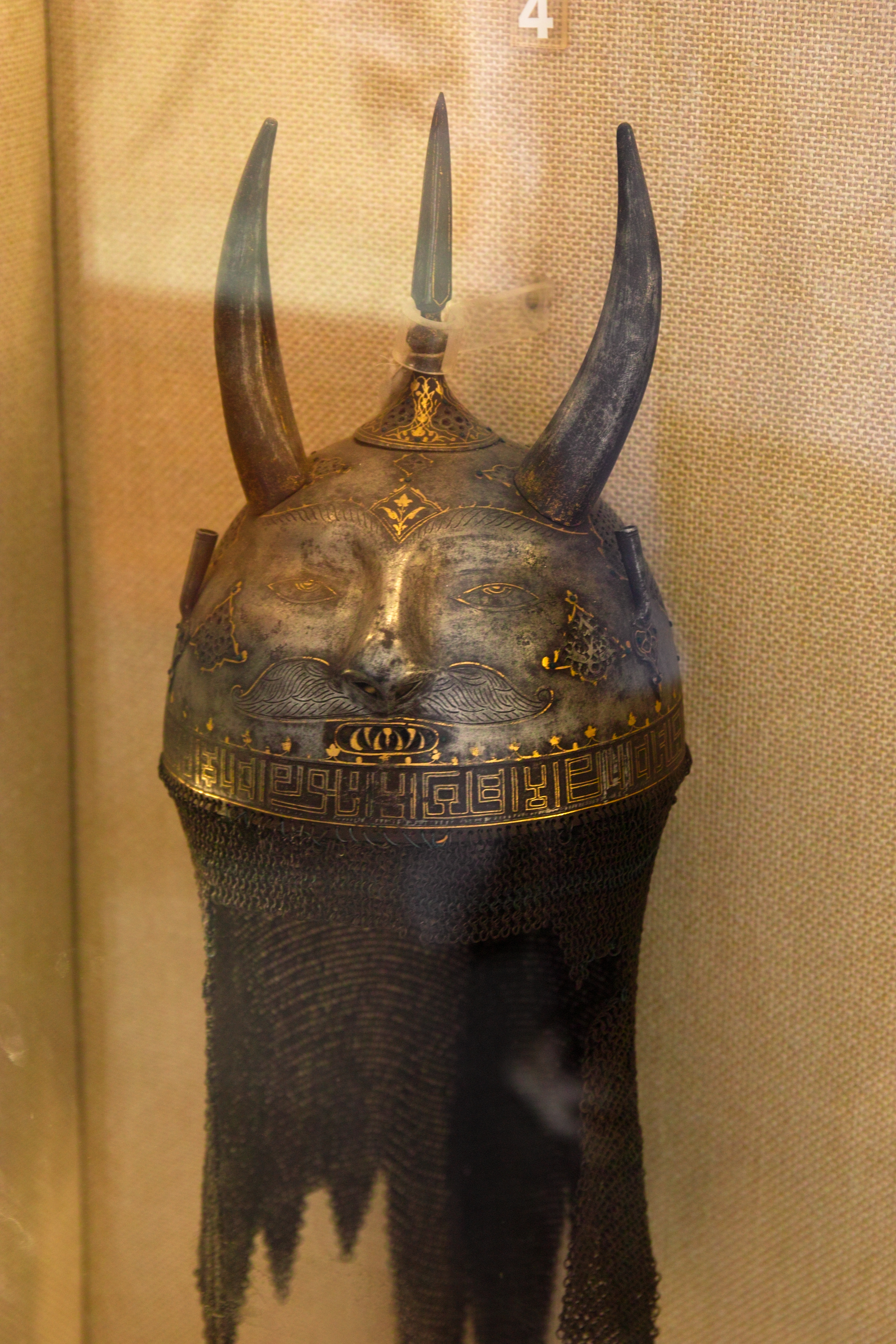
Perská předislámská rohatá přilba s démonickým obličejem

Rohaté přilby jsou známy z mnoha kultur a období z celého světa. Od pradávné historie se nosily pokrývky hlavy opatřené zvířecími rohy nebo jejich replikami. Příkladem jsou mezolitické čelenky ze Star Carr. Rohaté přilby byly pravděpodobně používány během náboženských rituálů, protože rohy by na bojové přilbě byly nepraktické. Důkazy o těchto přilbách pochází spíše z jejich vyobrazení, nežli z nalezených artefaktů.

## Evropa

### Pravěk

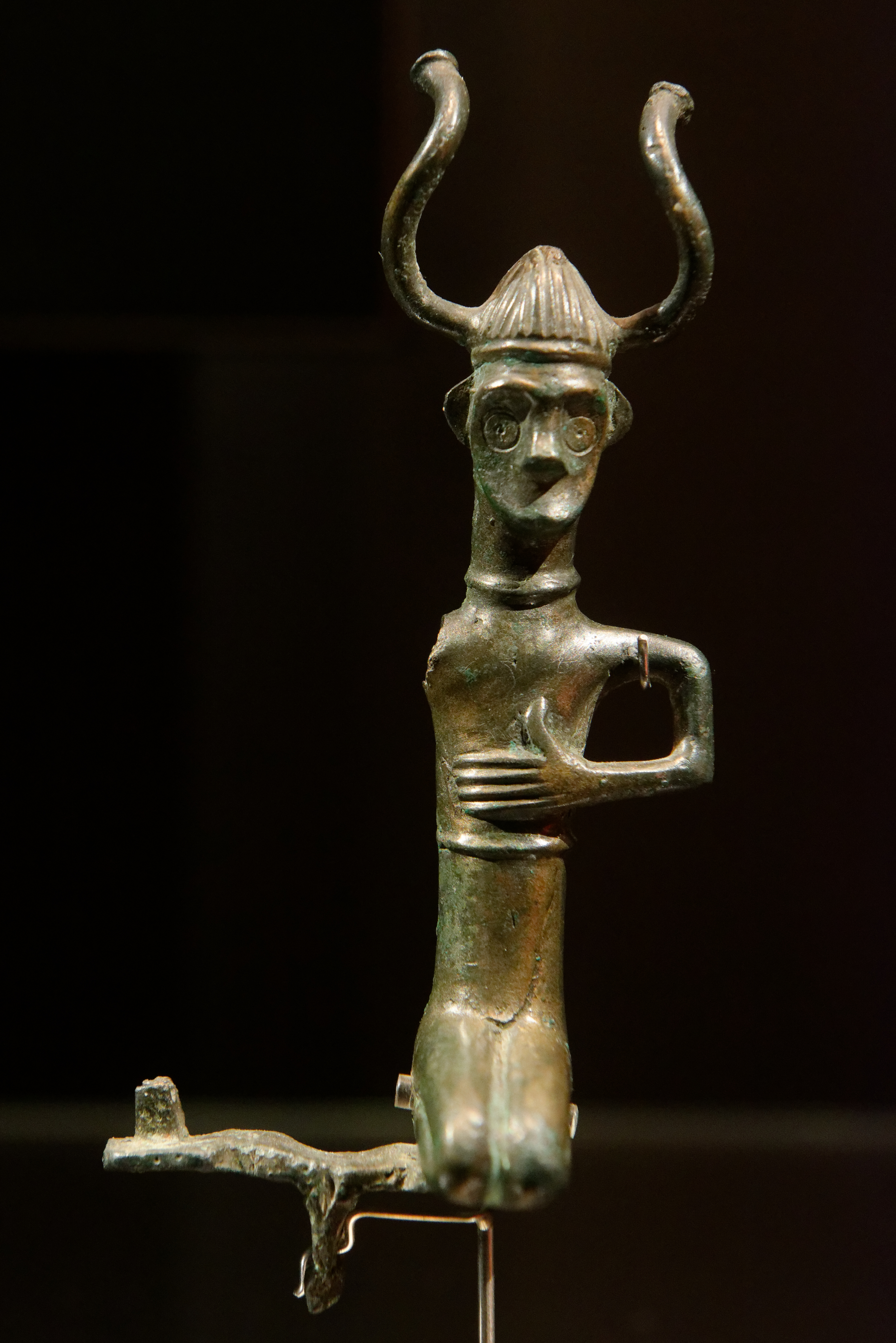
Figurka s rohatou přilbou, poklad z Grevensvænge

Dvě bronzové sošky z počátku 12. století př. n. l., takzvaný "rohatý bůh" a "bůh ingotů", které byly nalezeny v Enkomi na Kypru, mají rohaté přilby. Ze Sardinie pochází desítky bronzových postav s rohatými přilbami. Rohaté přilby, podobné těm, které měli podle vyobrazení starověkých Egypťanů i šerdenští válečníci, mají i obří sochy z Mont'e Pramy.
Pár bronzových rohatých přileb z Veksø, datovaných do mladší doby bronzové, byl nalezen poblíž dánského města Veksø v roce 1942. Dalším raným nálezem je poklad z Grevensvænge nalezený na dánském Sjællandu, který je datovaný do období přibližně 800 až 500 př. n. l..
Waterloo přilba, keltská bronzová slavnostní přilba s tepanou výzdobou v laténském stylu, datovaná do období přibližně 150 až 50 př. n. l., byla nalezena v řece Temži v Londýně. V tomto případě jsou "rohy" od předchozích nálezů odlišné, jsou rovné a mají kónický tvar.
Pozdně galské přilby, datované asi do roku 55 př. n. l. s malými rohy a zdobené kolečky, připomínají kombinaci rohaté helmy a kola na desce C kotlíku z Gundestrupu (datovaného asi do roku 110 př. n. l.), který byl nalezen ve francouzské Orange.

### Stěhování národů
Na Konstantinově oblouku, který byl zasvěcen roku 315 n. l., jsou vyobrazeny germánští bojovníci, někdy označovaní jako "Cornuti". Ti jsou vyobrazeni v rohatých přilbách. Na reliéfu znázorňujícím bitvu u Verony, která se odehrála roku 312 n. l., jsou tito vojáci v prvních liniích. Na reliéfu bitvy u Milvijského mostu jsou vyobrazeni v boji s lučištníky.
Vyobrazení na kovovém razidlu ze švédského Ölandu, datovaném do 5. století, tedy do období stěhování národů, ukazuje válečníka s přilbou ozdobenou dvěma hady či draky, kteří jsou uspořádáni do tvaru připomínajícím rohy. Dekorativní štítky přilby ze Sutton Hoo (datované asi do roku 600) zobrazují tančící muže nesoucí kopí s rohatými přilbami. Podobně je tomu u jedné postavy na torslundském razidlu pocházejícím ze Švédska. Také přívěsek z Ekhammaru v Upplandu obsahuje podobnou postavu ve stejné pozici. Na ryté sponě opasku, kterou během archeologického výzkumu ve Fingleshamu v Kentu našla v roce 1964 Sonia Chadwick Hawkes v hrobě datovaném do 7. století, je vyobrazení nahého válečníka stojícího mezi dvěma kopími s opaskem a rohatou přilbou. Tyto pokrývky hlavy, které z tohoto období známe pouze z vyobrazení, se s koncem doby stěhování národů přestaly používat.

### Středověk
Během vrcholného středověku se mezi rytíři staly fantaskní pokrývky hlavy populárními, a to zejména během turnajů. Výjimečně je najdeme vyobrazené na dochovaných erbech či jejich vyobrazení, například na erbu Lazara Hrebeljanoviče. Existuje argument, že přilby s rohy se nehodí do bitvy, protože by svému nositeli v boji překážely. Na bojištích se však v průběhu historie nosily i jiné nepraktické ozdoby.

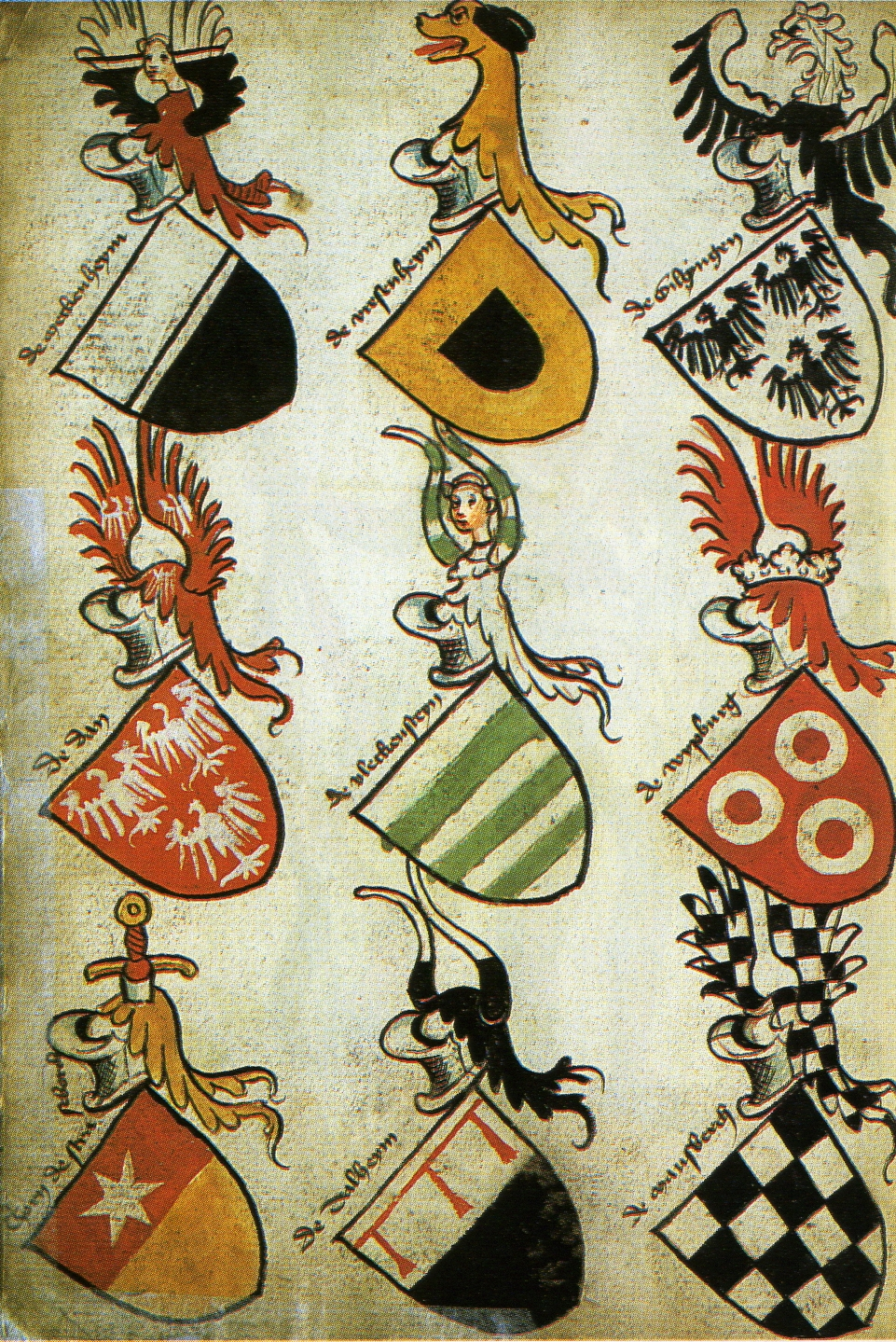
Německý Hyghalmen Roll, datovaný přibližně na konec 15. století, obsahuje vyobrazení okřídlených i rohatých přileb
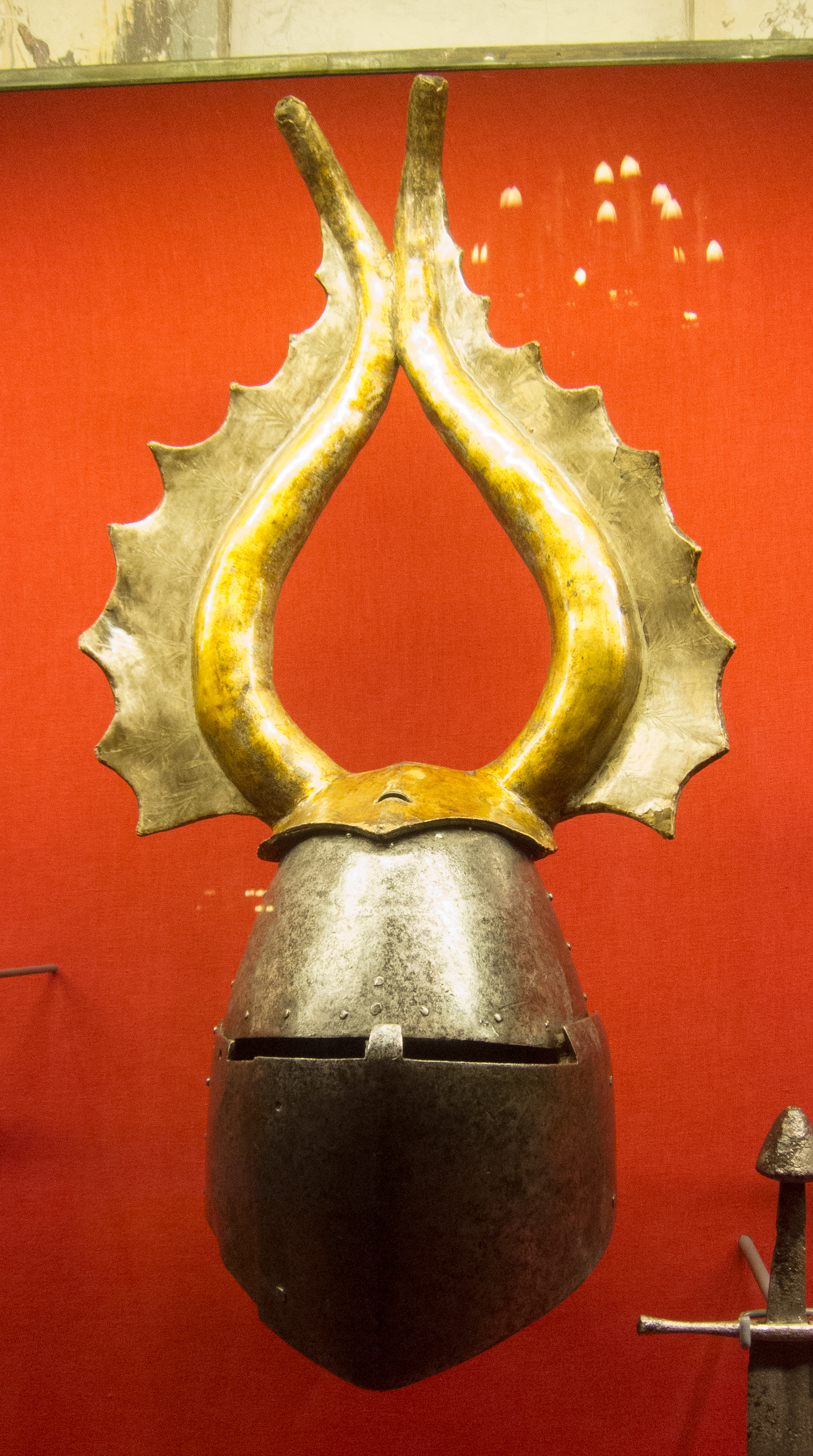
Velká přilba Alberta von Pranckh ze 14. století. Tento styl přileb byl používán členy Řádu německých rytířů.
Erb dánského krále Valdemara IV.

## Asie

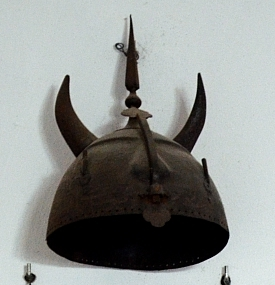
Indo-perská "ďábelská maska"

V Japonsku v období před reformami Meidži byly rohaté přilby součástí některých samurajských brnění. Tyto přilby mohly být také zdobené chocholem. Rohy, používané na bitevním poli k identifikaci vojenských velitelů, mohly být odlity z kovu nebo vyrobeny z pravých buvolích rohů.
Indo-perští válečníci v bitvách často nosili helmy s rohy nebo hroty, aby tak zastrašili své nepřátele. Tyto kónické "ďábelské masky" byly vyrobeny z plátové zbroje a obvykle na nich byly vyryté i oči.

## Spojení rohatých přileb s Vikingy
Vikingští válečníci jsou v populární kultuře často spojováni s rohatými přilbami. Toto spojení je však moderní a jeho počátek nalezneme v 19. století. Zpopularizoval jej Richard Wagner svými severskými operami, v nichž jsou Vikingové vylíčeni s okřídlenými rohatými přilbami.
Soudobé texty a příběhy z doby Vikingů pravidelně obsahují zmínku o přilbách, ale nikdy neuvádí rohaté pokrývky hlavy. Ani křesťanští spisovatelé, kteří se snažili Vikingy vylíčit jako barbarský a necivilizovaný národ, rohaté přilby nezmiňují. Několik nalezených dochovaných přileb z tohoto období nemá rohy. Svým vzhledem se shoduje s přilbami z vendelského období. Stejně tomu je i při popisu přileb v dobové epické básni Beowulf. Jejich popis se shoduje s přilbami z vendelského období. Ani dřívější germánské kančí přilby neměly rohy. Jediný nález rohatých přileb pocházejících ze Skandinávie byl učiněn v dánském Veksø. Tyto přilby jsou však datované do doby bronzové. Pokud v době Vikingů rohaté přilby existovaly, nenosily se pravidelně.
Příkladem stereotypního vyobrazení Vikingů s rohatými přílbami z 20. století je americký fotbalový tým Minnesota Vikings, v jehož logu je Viking s rohatou přilbou. Také postavička z komiksu Hägar the Horrible a všichni mužští Vikingové v animovaném televizním seriálu Viking Viki jdou vyobrazeni s rohatými přilbami, stejně jako mnoho postav v sérii Jak vycvičit draka od animátorského studia DreamWorks Animation. Podobně je tomu i v sérii videoher The Lost Vikings. 

## Fotogalerie

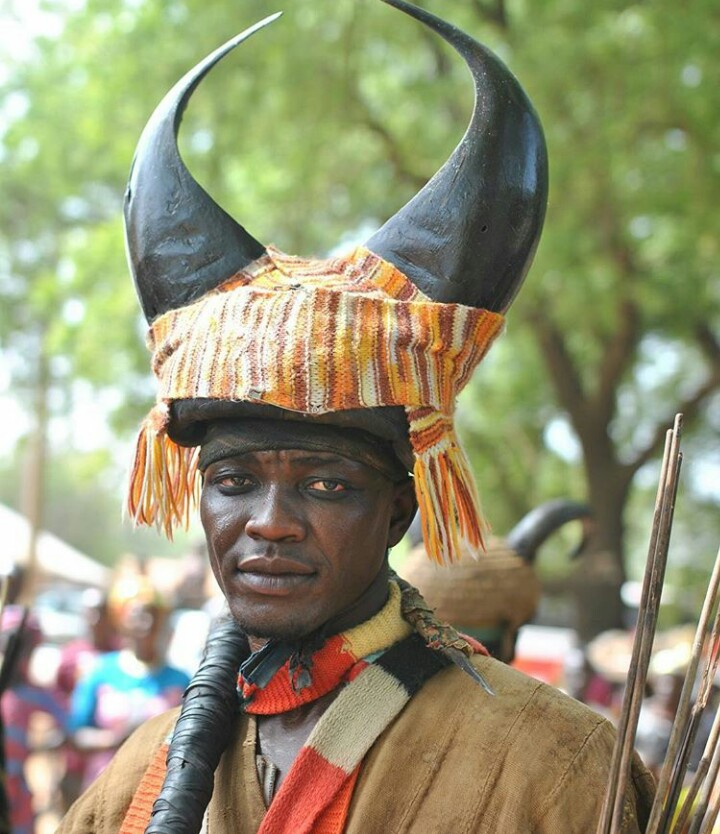
Ghana
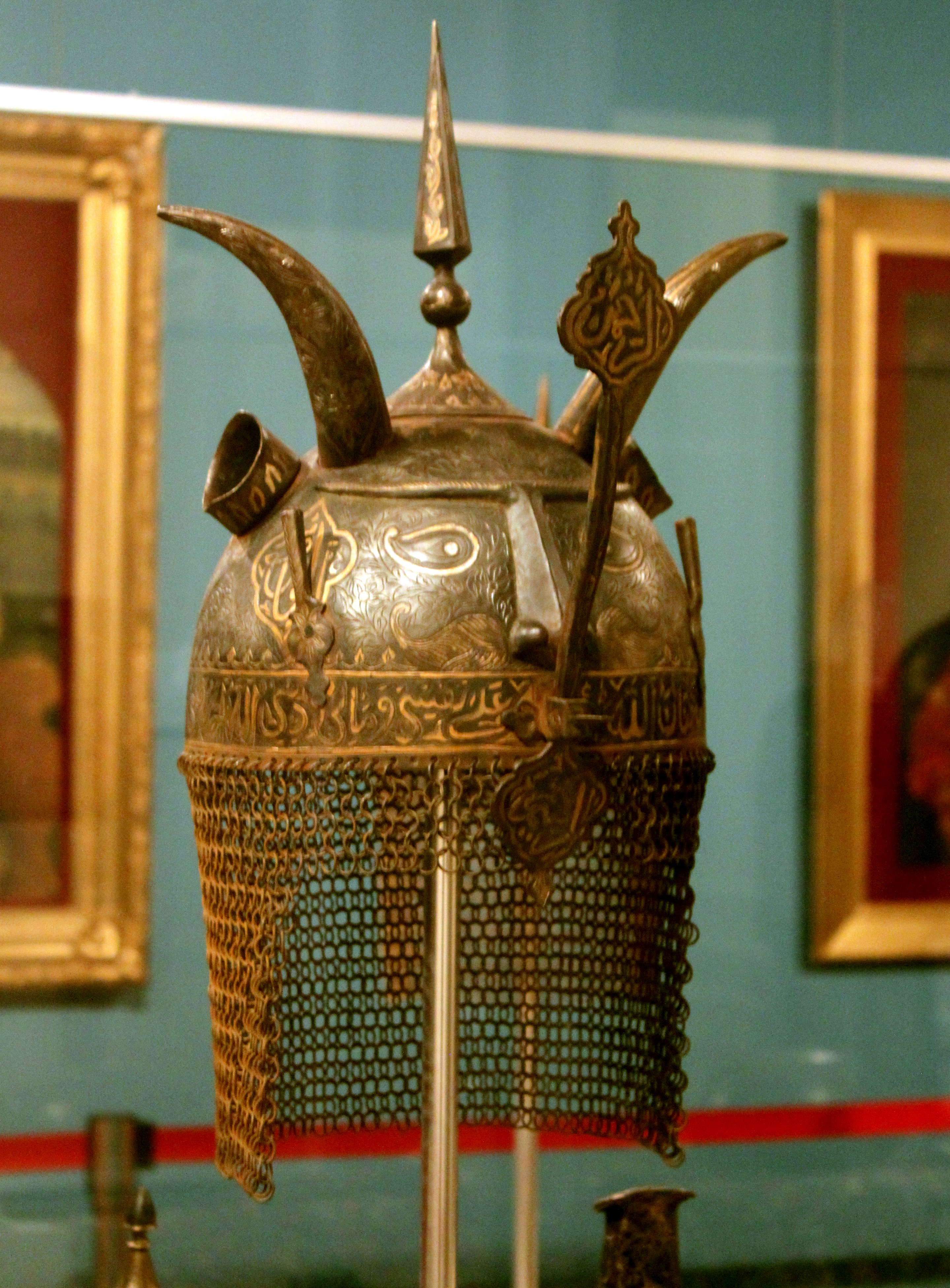
Středověká ázerbájdžánská přilba
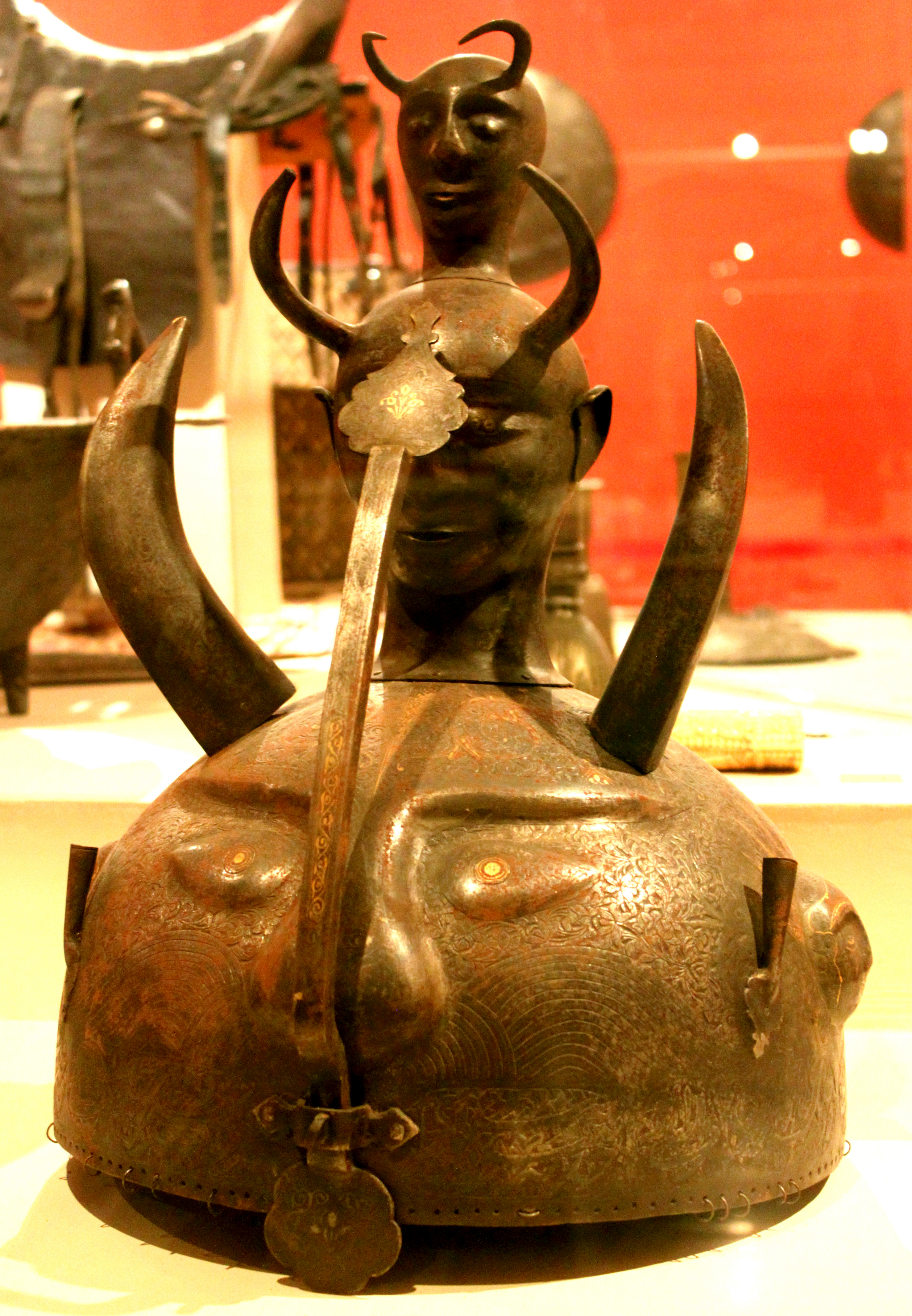
Středověká ázerbájdžánská přilba
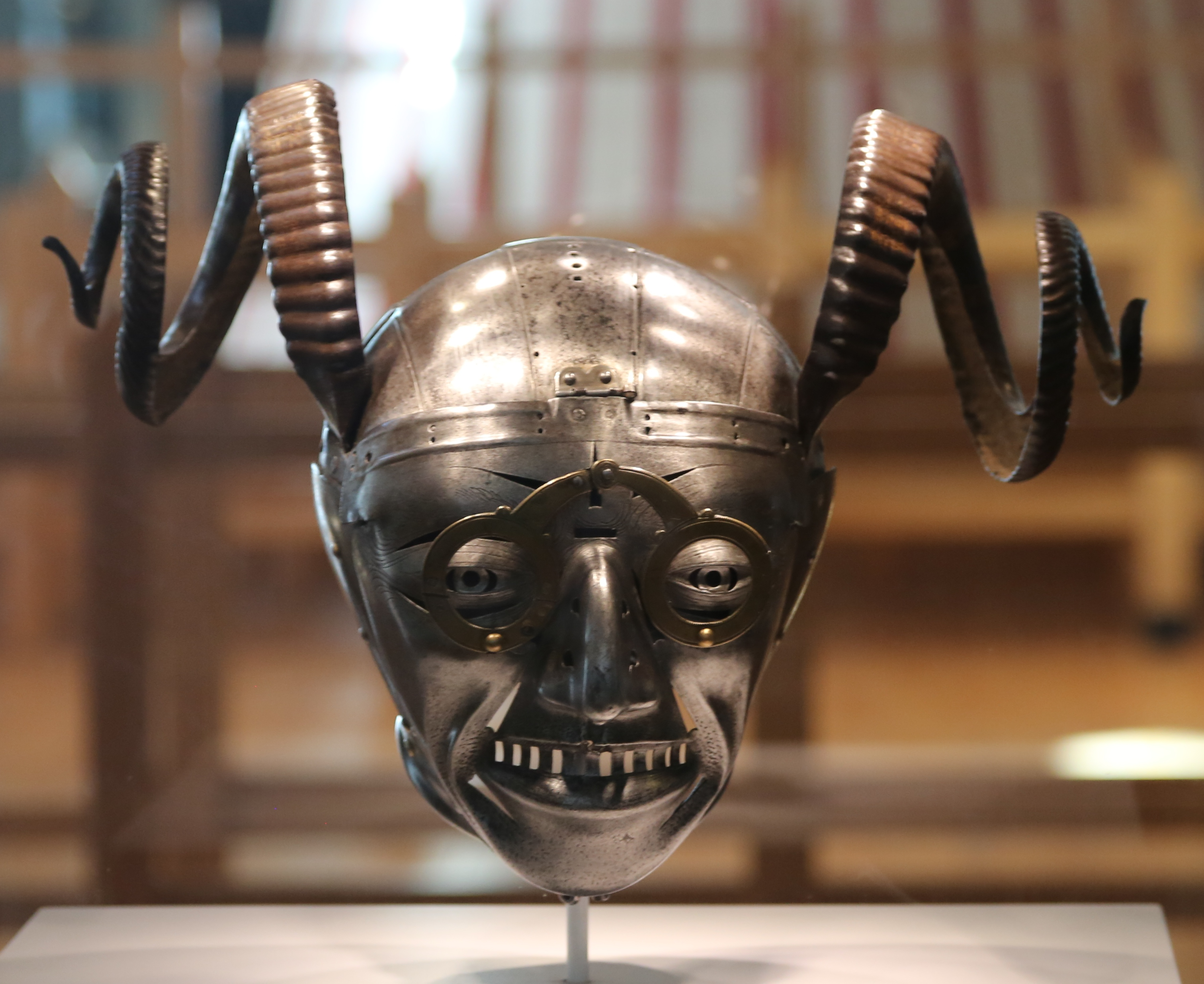
Rakouská rohatá přilba ze 16. století
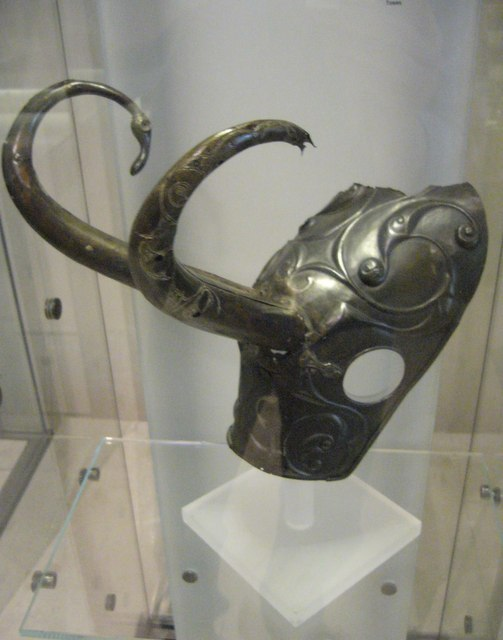
Torrská koňská přilba s rohy